# Циотти, Драгутин
Драгути́н «Дра́го» Цио́тти, ( Dragutin «Drago» Ciotti), 19 октября 1905, Сушак — 17 марта 1974, Сушак) — югославский гимнаст хорватского происхождения, призёр Олимпийских игр.
Родился в семье учителя Джузеппе Чиотти , итальянца по национальности, и Альбины Чиотти , урождённой Блечич (хорв. Blečić). После неспокойных лет, проведённых в Риеке после Первой мировой войны, семья переехала в Государство словенцев, хорватов и сербов.
Он был большим поклонником гимнастики и обучался в хорватском спортивном обществе «Сокол». Он был седьмым ребёнком из десяти детей. Ему удалось попасть в национальную сборную, одну из трёх сильнейших то время в мире. Это удалось немногим из хорватов в то время. Далее он выступал от Королевства Югославии. Он был членом общества «Сокол Шушак-Риека». Первый хорват по национальности — обладатель олимпийской медали. Из-за определённых обстоятельств он ошибочно считался словенским спортсменом.
После окончания спортивной карьеры Драгутин Циотти работал в компаниях лесо-древесной промышленности: «Jugodrvo», «Transjug», «Exportdrvo». До конца жизни поддерживал связь со знакомыми спортсменами.

## Достижения
В 1928 году на Олимпийских играх в Амстердаме завоевал бронзовую медаль в составе сборной Югославии.